# محمد الطفيل
محمد سليمان الطفيل (مواليد 23 اغسطس 2000) صانع كرة قدم سعودي.

## مسيرة اللاعب
لعب في الفئات السنية في نادي الهلال ولعب مع في نادي الشعلة ونادي هجر.